# NSB Type X
Die fünf Lokomotiven der ab dem Jahr 1900 mit Type X bezeichneten und von der Schweizerische Lokomotiv- und Maschinenfabrik (SLM) gebauten kapspurige Tenderlokomotiven der norwegischen Staatsbahnen Norges Statsbaner (NSB) wurden zwischen 1894 und 1898 aus der Schweiz angeliefert.

## Geschichte
In den ersten Jahren waren die Eisenbahnen der NSB eigenständige Gesellschaften in staatlichem Besitz mit eigener Verwaltung und eigenem Fahrzeugpark. Diese Gesellschaften waren den Distrikten zugeteilt. Diese strenge Ordnung wurde erst ab dem 1. Juli 1920 geändert. Ab diesem Zeitpunkt wurden die Fahrzeuge von den Betriebswerkstätten aus eingesetzt, überschritten die früheren Gesellschaftsgrenzen und wurden bei Bedarf an andere Betriebswerke weitergegeben. Eine erste Einordnung der in den Anfangsjahren nur mit Namen oder Nummern bezeichneten Schmalspurlokomotiven in Baureihen erfolgte mit dem Bezeichnungssystem für Schmalspurlokomotiven 1898–1900 (NSB lok smal 1898-1900).

## NSB VII
Deshalb wurden die ersten der fünf Lokomotiven 1894 und 1897 nur mit Nummern abgeliefert. Die Nr. 1 kam zur Drammen–Randsfjordbahn D.R.B., die Nr. 25 und die Nr. 36 zur Kristiania–Drammenbahn K.D.B. Im ersten Bezeichnungssystem ab 1898 wurden sie als Baureihe VII gelistet.

## NSB Xa
Am 12. Januar 1899 begann der Einsatz von zwei weitere Maschinen, Nr. 9 bei der Drammen–Randsfjordbahn D.R.B. und Nr. 64 bei der Drammen–Skienbahn D.S.B. Sie wurden mit Inbetriebnahme hinsichtlich der gleichen technischen Daten bereits als Baureihe Xa geführt.
Mit Wirkung vom Dezember 1900 wurde das ab diesem Zeitpunkt überarbeitete zweite Bezeichnungssystem von 1900– (NSB lok smal 1900-) eingeführt. Alle fünf Lokomotiven wurden unter einer Haupttype Hovedtype X zusammengefasst, wobei die drei Lokomotiven der Reihe VII nunmehr X als Bezeichnung erhielten, die 1899 in Betrieb genommen beiden Lokomotiven behielten die Baureihenbezeichnungen Xa.

## Verbleib nach der Umspurung der Strecken
Die Strecken waren alle in Kapspur (1067 mm) gebaut worden und wurden erst in der ersten Hälfte des 20. Jahrhunderts auf Normalspur umgebaut. Die Randsfjordbahn wurde als erste im Zusammenhang mit dem Bau der Bergenbahn im Jahre 1909 umgespurt. Danach folgte 1920 die Drammenbahn und 1949 die Drammen-Skien-Bahn als letzte Strecke in Norwegen.
Mit der Integration der eigenständigen Gesellschaften am 1. Juli 1920 waren alle fünf Lokomotiven zu diesem Stichtag beim Betriebswerk Drammen beheimatet.
- Nr. 88 (als Nr. 1 angeliefert und 1924 mit neuer Nummer versehen) und Nr. 36 wurden 1924 nach Arendal für die Bedienung der Arendalsbane umbeheimatet. Buchmäßig verblieben sie dort bis zum 1. Juli 1938, obwohl die Strecke bereits ab dem 20. Oktober 1935 in Normalspur betrieben wurde. Im Einsatz war sie in dieser Zeit bereits auf der Treungenbane und die Unterhaltung erfolgte in der Werkstatt in Treungen, der sie zum 1. Juli 1938 auch buchmäßig überschrieben wurden. 1942 wurden sie nach Stavanger abgegeben, wo 88 am 6. April 1945 abgestellt und am 13. September ausgemustert wurde. Die Ausmusterung der 36 folgte am 7. Juni 1946.

- Nr. 25 blieb zu ihrer Ausmusterung am 17. Juni 1933 in Drammen.

- Nr. 64 wurde am 19. September 1923 von Drammen nach Kristiansand zur Bedienung der Byglandsfjordbane umbeheimatet, kam am 11. Juli 1938 wieder nach Drammen zurück und wurde dort ab dem 9. Dezember 1942 nicht mehr eingesetzt. Die Ausmusterung erfolgte am 13. September 1945.

- Nr. 9 wurde bereits 1909 von der Drammen–Randsfjordbanen D.R.B. an die Drammen–Skienbanen D.S.B. weitergegeben. Von der Betriebswerkstatt Drammen wurde sie 1922 nach Stavanger abgegeben und verblieb dort bis zur Ausmusterung am 7. Juni 1946.

| Nummer        | Baujahr | Inbetriebnahme | Ausgemustert   | Werknummer SLM | Einsatz nach Auslieferung      | Besonderes   |
| ------------- | ------- | -------------- | -------------- | -------------- | ------------------------------ | ------------ |
| VII 1 / X 1   | 1894    | Januar 1895    | 13. Sept. 1945 | 902            | Drammen–Randsfjordbanen D.R.B. | ab 1924 X 88 |
| VII 25 / X 25 | 1894    | Januar 1895    | 17. Juni 1933  | 903            | Kristiania–Drammenbanen K.D.B. |              |
| VII 36 / X 36 | 1897    | 1897           | 7. Juni 1946   | 1063           | Kristiania–Drammenbanen K.D.B. |              |
| Xa 9          | 1898    | 12. Jan. 1899  | 7. Juni 1946   | 1151           | Drammen–Randsfjordbanen D.R.B. |              |
| Xa 64         | 1898    | 12. Jan. 1899  | 13. Sept. 1945 | 1152           | Drammen–Skienbanen D.S.B.      |              |

Quelle: